# Юбергерн
Юбергерн (нім. Überherrn) — громада в Німеччині, знаходиться в землі Саар. Входить до складу району Саарлуї.
Площа — 34,31 км2. Населення становить 11 393 ос. (станом на 31 грудня 2021).